# Turbo, Colombia
Turbo är en ort på den karibiska kusten i Antioquia i Colombia, som ligger 373 kilometer från Medellín. 2002 var befolkningen 134 182 personer.